# Iso Kursanlampi
Iso Kursanlampi är en sjö i kommunen Sodankylä i landskapet Lappland i Finland. Sjön ligger 202,8 meter över havet. Arean är 51 hektar och strandlinjen är 3,63 kilometer lång. Sjön  ingår i Kemi älvs huvudavrinningsområde.   Den ligger omkring 78 kilometer nordöst om Rovaniemi och omkring 780 kilometer norr om Helsingfors. 